# Manifeste des 121

Le Manifeste des 121, titré « Déclaration sur le droit à l’insoumission dans la guerre d’Algérie », est signé par des intellectuels, universitaires et artistes et publié le 6 septembre 1960 dans le magazine Vérité-Liberté. Le manifeste est né dans le sillage du groupe de la rue Saint-Benoît. Il a été pensé puis rédigé par Dionys Mascolo et Maurice Blanchot. 
Cette déclaration a permis de regrouper des personnalités de divers horizons dans un esprit libertaire et plutôt orienté à gauche. Il est important pour l'histoire de la gauche et de l'extrême gauche en France.

## Contenu du manifeste
« On ne réclamait plus seulement le droit du peuple à ne plus être opprimé, mais le droit du peuple à ne plus opprimer lui-même. »

— François Maspero
Selon ses propres termes, le manifeste cherche à informer l’opinion française et internationale du mouvement de contestation contre la guerre d'Algérie. Les 121 y critiquent l'attitude équivoque de la France vis-à-vis du mouvement d'indépendance algérien, en appuyant le fait que la « population algérienne opprimée » ne cherche qu'à être reconnue « comme communauté indépendante ». Partant du constat de l'effondrement des empires coloniaux, ils mettent en exergue le rôle politique de l'armée dans le conflit, dénonçant notamment le militarisme et la torture, qui va « contre les institutions démocratiques ».
Le manifeste se termine sur trois propositions finales : 
- « Nous respectons et jugeons justifié le refus de prendre les armes contre le peuple algérien. »
- « Nous respectons et jugeons justifiée la conduite des Français qui estiment de leur devoir d'apporter aide et protection aux Algériens opprimés au nom du peuple français. »
- « La cause du peuple algérien, qui contribue de façon décisive à ruiner le système colonial, est la cause de tous les hommes libres. »

## Liste de signataires
La liste des premiers signataires :
1. Arthur Adamov ;
2. Robert Antelme ;
3. Georges Auclair ;
4. Jean Baby ;
5. Hélène Balfet (de) ;
6. Marc Barbut ;
7. Robert Barrat ;
8. Simone de Beauvoir ;
9. Jean-Louis Bédouin ;
10. Marc Beigbeder ;
11. Robert Benayoun ;
12. Maurice Blanchot ;
13. Roger Blin ;
14. Arsène Bonafous-Murat (d) ;
15. Geneviève Bonnefoi (d) ;
16. Raymond Borde ;
17. Jean-Louis Bory ;
18. Jacques-Laurent Bost ;
19. Pierre Boulez ;
20. Vincent Bounoure ;
21. André Breton ;
22. Guy Cabanel ;
23. Georges Condominas ;
24. Alain Cuny ;
25. Jean Czarnecki (d) ;
26. Jean Dalsace ;
27. Hubert Damisch ;
28. Adrien Dax ;
29. Bernard Dort ;
30. Jean Douassot ;
31. Simone Dreyfus ;
32. Marguerite Duras ;
33. Yves Elléouët ;
34. Dominique Éluard (d) ;
35. Charles Estienne ;
36. Louis-René des Forêts ;
37. Théodore Fraenkel ;
38. André Frénaud ;
39. Jacques Gernet ;
40. Louis Gernet ;
41. Édouard Glissant ;
42. Anne Guérin ;
43. Daniel Guérin ;
44. Jacques Howlett (d) ;
45. Édouard Jaguer ;
46. Pierre Jaouën ;
47. Gérard Jarlot ;
48. Robert Jaulin ;
49. Alain Joubert (d) ;
50. Henri Kréa ;
51. Robert Lagarde (d) ;
52. Monique Lange ;
53. Claude Lanzmann ;
54. Robert Lapoujade ;
55. Elena de La Souchère ;
56. Henri Lefebvre ;
57. Gérard Legrand ;
58. Michel Leiris ;
59. Paul Lévy ;
60. Jérôme Lindon ;
61. Éric Losfeld ;
62. Robert Louzon ;
63. Olivier de Magny (d) ;
64. Florence Malraux ;
65. André Mandouze ;
66. Maud Mannoni ;
67. Jean Martin ;
68. Renée Marcel-Martinet ;
69. Jean-Daniel Martinet (d) ;
70. Andrée Marty-Capgras ;
71. Dionys Mascolo ;
72. François Maspero ;
73. André Masson ;
74. Pierre de Massot ;
75. Jean-Jacques Mayoux ;
76. Jehan Mayoux ;
77. Théodore Monod ;
78. Marie Moscovici ;
79. Georges Mounin ;
80. Maurice Nadeau ;
81. Georges Navel ;
82. Hélène Parmelin ;
83. Marcel Péju ;
84. José Pierre ;
85. André Pieyre de Mandiargues ;
86. Édouard Pignon ;
87. Bernard Pingaud ;
88. Maurice Pons ;
89. Jean-Bertrand Pontalis ;
90. Jean Pouillon ;
91. Denise René ;
92. Alain Resnais ;
93. Jean-François Revel ;
94. Alain Robbe-Grillet ;
95. Christiane Rochefort ;
96. Jacques-Francis Rolland ;
97. Alfred Rosmer ;
98. Gilbert Rouget ;
99. Claude Roy ;
100. Marc Saint-Saëns ;
101. Nathalie Sarraute ;
102. Jean-Paul Sartre ;
103. Renée Saurel ;
104. Claude Sautet ;
105. Jean Schuster ;
106. Robert Scipion ;
107. Louis Seguin ;
108. Geneviève Serreau ;
109. Simone Signoret ;
110. Jean-Claude Silbermann ;
111. Claude Simon ;
112. René de Solier ;
113. Jean Thiercelin ;
114. René Tzanck (d) ;
115. Vercors ;
116. Jean-Pierre Vernant ;
117. Pierre Vidal-Naquet ;
118. Jean-Pierre Vielfaure ;
119. Claude Viseux ;
120. Ylipe ;
121. René Zazzo.

Ils sont rejoints par une seconde liste de signataires
1. Patrick Andrivet ;
2. Pierre Asso ;
3. Michel Arnaud ;
4. Denis Berger ;
5. Yves Berger ;
6. Michèle Bernstein ;
7. Dr Bloch-Laroque ;
8. Hélène Bourgoin ;
9. Hector Boulard ;
10. Jean Boulier ;
11. Gabriel Bounoure ;
12. Marc Boussac ;
13. Michel Butor ;
14. Michel Candi ;
15. Pierre Chaleix ;
16. François Chatelet ;
17. Marilène Chavardes ;
18. Gérard Chimenes ;
19. Simone Collinet ;
20. Michel Crouzet ;
21. Jacques Danos ;
22. Anatole Dauman ;
23. Guy Debord ;
24. Marcel Degliame ;
25. Jean Degottex ;
26. Ginette Delmas ;
27. Jean Delmas ;
28. Danièle Delorme ;
29. Paul Denais ;
30. Solange Deyon ;
31. Françoise Diot ;
32. Jacques Doniol-Valcroze ;
33. Geneviève Dormann ;
34. Michel Dorsday ;
35. René Dumont ;
36. Géo Dupin ;
37. Françoise d'Eaubonne ;
38. Jacques Ehrmann ;
39. Escaro;
40. Jean-Louis Faure ;
41. Jean-Paul Faure ;
42. Dominique Fernandez ;
43. Jean Ferry ;
44. Raymond Fichelet ;
45. Jean Fraissex ;
46. Bernard Frank ;
47. Jean Freustié ;
48. Anne Giannini ;
49. Hubert Gonnet ;
50. Christianne Grange ;
51. Christian Gremillon ;
52. Bertrand Hemmerdinger ;
53. Claude Heymann ;
54. Geneviève Huet ;
55. Maurice Jardot ;
56. Alain Jouffroy ;
57. Pierre Kast ;
58. André S. Labarthe ;
59. Daniel Lacombe ;
60. Serge Lafaurie ;
61. Jacqueline Lambat ;
62. Jean-Clarence Lambert ;
63. Marie-Hélène Latrilhe ;
64. Jean Lattès ;
65. Jean-Jacques Lebel ;
66. René Leibowitz ;
67. Michel Lequenne ;
68. Philippe Lévy ;
69. Georges Limbour ;
70. André L. Loeven ;
71. Pierre Loizeau ;
72. Jacqueline de Maleprade ;
73. Clara Malraux ;
74. Claude Manceron ;
75. Jacqueline Marchand ;
76. Marie-Thérèse Maugis ;
77. Gilles Mayoux ;
78. Andrée Michel ;
79. Simone Minguet ;
80. Gustave Monod ;
81. Marc'O ;
82. Robert Morel ;
83. Claude Ollier ;
84. Jacques Panijel ;
85. Marcel Pennetier ;
86. Annette Perrault ;
87. Jean-Charles Pichon ;
88. Roger Picault ;
89. Robert Postec ;
90. André Raymond ;
91. Madeleine Rebérioux ;
92. Paul Rebeyrolle ;
93. Paul Revel ;
94. Évelyne Rey ;
95. Georges Rino ;
96. Maxime Rodinson ;
97. René Rognon ;
98. Albert Roux ;
99. Françoise Sagan ;
100. Jean-Jacques Salomon ;
101. Jacques Sautès ;
102. Catherine Sauvage ;
103. Lucien Scheler ;
104. Léon Schirmann ;
105. Laurent Schwartz ;
106. André Schwarz-Bart ;
107. Jacqueline Sola ;
108. Roger Tailleur ;
109. Claude Tarnaud ;
110. Laurent Terzieff ;
111. Dr. Teurtroy ;
112. Paul-Louis Thirard ;
113. Tim ;
114. Andrée Tournès ;
115. Geneviève Tremouille ;
116. François Truffaut ;
117. Tristan Tzara ;
118. Anne-Marie de Vilaine ;
119. Charles Vildrac ;
120. François Wahl ;

## Publication
Le manifeste est publié le 6 septembre 1960 dans Vérité-Liberté. Ce magazine est consacré à divulguer toute information interdite ou filtrée par la censure sur la guerre d'Algérie. Il est géré par Paul Thibaud. Son comité de rédaction comporte les journalistes Robert Barrat et Claude Bourdet, l'historien Pierre Vidal-Naquet, le mathématicien Laurent Schwartz, l'écrivain Vercors et Jean-Marie Domenach de la revue Esprit. Le journal Témoignages et documents, qui réédite pendant la guerre d'Algérie les textes censurés, publie aussi le manifeste ainsi que les réactions du Parti communiste français et du Parti socialiste unifié. Le manifeste devait aussi paraître dans le numéro d'août-septembre 1960 des Temps modernes, mais censuré, fut remplacé par une double page blanche, suivie de la liste des signataires.
Le 8 septembre 1960, Jérôme Lindon déclare dans Paris-Presse : « Je préférerais mille fois voir mon fils déserteur que tortionnaire. »
Le journal clandestin Vérités pour, sous-titré Centrale d'information et d'action sur le fascisme et la guerre d'Algérie, est proche du Réseau Jeanson. Il donne souvent la parole à Jeune Résistance, un mouvement d'insoumis et de déserteurs, et publie le Manifeste des 121 ainsi que des articles plus radicaux puisqu'ils considèrent que la désertion est un devoir.
De nouveaux signataires du Manifeste rejoignent les premiers. Ils sont au total deux cent quarante-six.
La revue Routes de la paix (qui a pris plusieurs autres noms), installée en Belgique et diffusée en France, à laquelle participe le militant pacifiste belge Jean Van Lierde, réédite le manifeste.

## Réactions

### Répression des signataires

#### Ordonnances gouvernementales, inculpations, incarcérations
Les réactions sont d'autant plus vives que le manifeste est publié sciemment alors que se déroule le procès des porteurs de valises du Réseau Jeanson. La défense veut alors faire citer à la barre tous les signataires. Après un premier refus, le tribunal accepte la comparution de vingt d'entre eux. Quelques jours plus tard, le conseil des ministres réagit en modifiant par ordonnance certains articles du code de procédure pénale et du code de justice militaire et empêche ainsi notamment l'audition de témoins non cités avant les procès.
Les autorités sont habilitées par la loi du 3 avril 1955 « à prendre toutes mesures pour assurer le contrôle de la presse et des publications de toute nature ainsi que celui des émissions radiophoniques, des projections cinématographiques et des représentations théâtrales. »
Le gouvernement publie plusieurs ordonnances qui aggravent les peines frappant la provocation à l’insoumission, à la désertion et au renvoi de livret militaire, le recel d’insoumis et les entraves aux départs des soldats. Les fonctionnaires apologistes de l’insoumission et de la désertion seront plus sévèrement réprimés,. Le général de Gaulle, sévère pour « les serviteurs de l'État », insiste pour que les intellectuels bénéficient d’une plus large liberté de pensée et d'expression. Vingt-neuf personnes sont inculpées pour incitation de militaires à la désobéissance et provocation à l'insoumission et à la désertion,,,. Jean-Paul Sartre et d’autres signataires réclament vainement leur propre inculpation. La revue Les Temps modernes est saisie. Elle contenait la liste des signataires du manifeste et d'autres articles sur la guerre d'Algérie. Le journaliste Robert Barrat est incarcéré pendant 16 jours. « Robert Barrat, écroué à Fresnes ! Cette geôle va-t-elle recevoir, comme il y a seize ans, les meilleurs et les plus purs ? », écrit François Mauriac dans son bloc-notes de L'Express. Finalement, les inculpations tournent court.

#### Interdictions professionnelles
Jean-Louis Bory, Pierre Vidal-Naquet et d’autres professeurs sont suspendus de leurs postes,,. Par arrêté signé de Pierre Messmer, ministre des Armées, le professeur Laurent Schwartz est révoqué de l'École polytechnique,.
Les artistes sont évincés des théâtres subventionnés et sont privés des avances sur recette cinématographiques. À la Radiodiffusion-télévision française les signataires se voient interdire toute collaboration au sein d'un comité de réalisation, tout rôle, interview, citation d'auteur ou compte rendu d'ouvrage. 
En conséquence, de nombreuses émissions déjà enregistrées ou en projet sont annulées,,. Des critiques littéraires et théâtraux refusent de participer à l’émission de radio de François-Régis Bastide, Le Masque et la plume, dont certains de leurs collègues sont évincés. L'émission est sabordée par l'un des animateurs, Jérôme Peignot, et est suspendue pour six mois. Frédéric Rossif et François Chalais font de même pour l'émission Cinépanorama. François Chalais commente : « Il nous devient impossible de rendre compte de l'ensemble de l'actualité cinématographique. Si Marilyn Monroe vient à Paris, je ne pourrai même pas la présenter aux téléspectateurs car elle me parlera de son prochain film tiré d'une œuvre de Sartre. » Le ministre de l'Information décide alors que François Chalais doit cesser tous rapports avec la RTF. La solidarité des réalisateurs et producteurs obtient la levée de l'interdiction.
Des personnalités et des associations, notamment des syndicats,,, défendent la liberté d’expression et s’opposent aux interdictions de travail,,,. Des producteurs de télévision parmi les plus notoires se constituent en une association présidée par Pierre Lazareff pour obtenir des « accommodements » aux sanctions disciplinaires. Claude Mauriac refuse « d'appartenir, fût-ce modestement, à un organisme dont les responsables font aussi peu cas de la liberté d'expression et du droit au travail ». Il démissionne du comité de télévision.
Ce n'est qu'en 1965 que le dernier fonctionnaire signataire du manifeste  est réintégré. Il s'agit de Jehan Mayoux, inspecteur primaire. En 1939, il avait été insoumis et condamné à cinq ans de prison. Marie et François Mayoux, ses parents, antimilitaristes, auteurs d'une brochure pacifiste intitulée Les instituteurs syndicalistes et la guerre avaient été révoqués de l'enseignement et emprisonnés pour « propos défaitistes » pendant la Première guerre mondiale.

### Soutien aux signataires et aux insoumis
Le Congrès pour la liberté de la culture, qui compte parmi ses présidents d'honneur Jacques Maritain, Karl Jaspers, Theodor Heuss et Léopold Sédar Senghor, déclare « inadmissibles » les mesures gouvernementales prises contre les signataires.
Une déclaration de solidarité avec les signataires du manifeste est approuvée par des intellectuels et artistes européens et des États-Unis, dont Federico Fellini, Alberto Moravia et Bertrand Russell, Norman Mailer, Seán O'Casey et Max Frisch, « parce que les opinions exprimées par les protagonistes de ce mouvement soulèvent des questions de principes universellement valables,. »

Des lauréats du prix Pulitzer écrivent aux signataires de la déclaration :

« De même que l'un de nos plus grands opposants, Henry David Thoreau, qui protestait contre l'esclavage et la guerre du Mexique, qu'il considérait comme impérialiste, nous défendons le droit « de refuser allégeance au gouvernement et de lui résister quand sa tyrannie et son incapacité sont si grandes qu'elles en deviennent insupportables. » »

Cinquante-deux universitaires américains dont Aldous Huxley et Herbert Marcuse déclarent leur admiration aux signataires du « manifeste dirigé contre le service militaire en Algérie, en invoquant les impératifs de leur conscience. »
La Fédération protestante de France qualifie de « légitime » et soutient le refus des combattants de participer à la torture. À ceux qui refusent le départ pour cette guerre, elle dit que l'objection de conscience paraît le moyen de rendre un témoignage clair. « Nous ne nous lasserons pas de demander pour l'objection de conscience un statut légal. »

#### Ligue des droits de l'Homme
La Ligue des droits de l'Homme a toujours, dans le passé, condamné l'insoumission. Elle a aussi toujours réclamé un statut pour les objecteurs de conscience.

« Elle constate aujourd'hui que dans les conditions actuelles de la guerre d'Algérie, l'insoumission est devenue pour certains jeunes une forme de l'objection de conscience. D'autre part la Ligue proteste contre les ordonnances les plus récentes du gouvernement et contre les poursuites engagées contre les signataires de la déclaration dite « des 121 ». »

### Critiques du Manifeste

#### Manifeste des intellectuels français pour la résistance à l'abandon
Le Manifeste des 121 provoqua un contre-manifeste, le Manifeste des intellectuels français pour la résistance à l'abandon, paru le 7 octobre 1960 dans les quotidiens Le Figaro et Le Monde et le 12 octobre dans l'hebdomadaire Carrefour, dénonçant l'appui apporté au FLN par les signataires du manifeste des 121 — ces « professeurs de trahison » — et défendant l'Algérie française. Il soutient l'action de la France et de l'armée en Algérie (« L'action de la France consiste, en fait comme en principe, à sauvegarder en Algérie les libertés (…) contre l'installation par la terreur d'un régime de dictature »), taxe le FLN de « minorité de rebelles fanatiques, terroristes et racistes » et dénie « aux apologistes de la désertion le droit de se poser en représentants de l'intelligence française ». Ce contre-manifeste est signé, entre autres, par le maréchal Juin et six autres membres de l'Académie française Henry Bordeaux, Pierre Gaxotte, Robert d'Harcourt, Henri Massis, André François-Poncet et Jules Romains,.
Le Monde observe :

« Il est caractéristique que les auteurs de cette profession de foi sont pour la plupart des hommes ayant déjà une longue carrière, tandis que la « nouvelle vague » littéraire, cinématographique et nombre de ses « maîtres à penser » figuraient parmi les signataires de la « déclaration des 121 ». [...]
Seuls les communistes se tiennent soigneusement à l'écart de ces divers courants parce qu'ils refusent aussi bien d'admettre l'insoumission que d'adhérer à l'appel pour une paix négociée et qu'ils entendent limiter l'action de leurs militants au cadre du Mouvement de la paix. »

#### Associations d'anciens combattants
Six associations d'anciens combattants (l'Union nationale des combattants d'Alexis Thomas, Rhin et Danube, les Anciens de la 2e D.B., Flandre-Dunkerque, les Anciens des Forces françaises libres, les Anciens du corps expéditionnaire français d'Italie) appellent à manifester à Paris dans le calme et le silence, le 1er octobre 1960, « en réponse à l'appel à l'insoumission et à la trahison ». D'autres associations rejoignent la manifestation ainsi que des élus comme Jean-Marie Le Pen et des jeunes militants d'extrême droite. Six mille personnes manifestent à Paris,,,.
Louis Aragon, bien qu'il n'ait pas signé le manifeste, publie le 12 octobre 1960 dans L'Humanité une lettre ouverte à l'Association des écrivains combattants dans laquelle il écrit : « Vous adjurez le pouvoir de poursuivre les 121 avec une implacable rigueur. Rayez-moi de vos registres,. »

#### Jean-Jacques Servan-Schreiber
Jean-Jacques Servan-Schreiber est le cofondateur du magazine L'Express. Il y a défendu des positions anticolonialistes et dénoncé la torture en Algérie ce qui lui a valu des censures et des saisies. Deux ministres accusent son livre témoignage Lieutenant en Algérie  de démoraliser l'armée et de trahison. Jean-Jacques Servan-Schreiber, dans une Lettre d’un non-déserteur, dénonce « les maîtres à penser de la gauche qui incitent leurs disciples à s’engager dans la voie de la désertion et de l’aide au FLN… Ceux qui enverront des garçons dans les cachots de la justice militaire pour déserter auront sans doute droit à nos yeux à moins d’indulgence encore que les usurpateurs du pouvoir. J’ai été clair, je l’espère. » Le numéro de L'Express qui contient cette lettre est saisi à cause de sa référence au Manifeste malgré sa réprobation.

#### Parti communiste français
Depuis le début du conflit en Algérie, le Parti communiste français soutient que la participation de ses militants au contingent de cette guerre coloniale est un gage de fonctionnement plus démocratique de l’armée. En septembre 1960, L'Humanité cite Maurice Thorez, secrétaire général du parti, qui, le 31 mai 1959, rappelait les principes définis par Lénine :

« Le soldat communiste part à toute guerre, même à une guerre réactionnaire pour y poursuivre la lutte contre la guerre. Il travaille là où il est placé. S'il en était autrement, nous aurions une situation telle que nous prendrions position sur des bases purement morales, d'après le caractère de l'action menée par l'armée au détriment de la liaison avec les masses. »

L'Humanité ajoute :

« Cependant — est-il besoin de le dire ? — les communistes sont pour la libération, l'acquittement ou le non-lieu des hommes et des femmes emprisonnés, traduits devant les tribunaux ou inculpés pour avoir, à leur façon, pris part à la lutte pour la paix. »

En octobre 1960, Thorez fait la même citation de Lénine dont l'usage est contesté par un groupe de militants du PCF dans le premier numéro de Vérités anticolonialistes en janvier 1961 :

« Maurice Thorez dénature la pensée de Lénine en l'utilisant à contre-sens. (...) Lénine polémiquait avec un courant pacifiste qui prétendait aboutir à la suppression de la guerre par le refus de porter les armes ; solution de toute évidence utopique ou purement morale ; il n'entendait certes pas exclure par avance tout propagande pour l'insoumission ou pour la désertion dans une situation donnée. Aveugle qui ne voit pas la séduction que cette propagande exerce sur la jeunesse et sa portée révolutionnaire sur les jeunes soldats d'Algérie. »

Le Mouvement jeunes communistes de France (ou Jeunesse communiste) soutient un de ses membres, Alban Liechti, qui a refusé de servir en Algérie, mais le mouvement recommande de ne pas l'imiter. Pourtant, Alban Liechti est le premier des Soldats du refus, une quarantaine de soldats communistes réfractaires à la guerre d'Algérie qui seront pour la plupart condamnés à deux ans de prison et parfois soumis à de graves sévices.
Raymond Guyot, dirigeant du PCF, a été condamné en août 1923 à quinze jours de prison pour « provocation de militaires à la désobéissance » et, pendant son service militaire, à soixante jours de prison dont quinze de cellule pour « activité militante ». Pierre Guyot, son fils et communiste comme lui, est condamné à deux ans de prison comme réfractaire. Au lendemain de sa libération, le 12 septembre 1960, les Jeunesses communistes lancent un appel :

« C'en est assez de combattre en « pacifiant », de « pacifier » en combattant ! Nous ne voulons plus nous battre pour des phrases vides de sens. »

À propos du Manifeste des 121, dans L'Humanité du 30 septembre 1960, le Bureau politique du Parti communiste français « tout en ayant ses propres conceptions sur les formes de lutte les plus efficaces, à savoir la lutte des masses, ne saurait admettre que la répression s'abatte sur aucun partisan de la paix en Algérie... ».
Juste après le verdict du procès du Réseau Jeanson, Jean-Pierre Vigier, membre du comité central du PCF, publie dans L'Humanité du 3 octobre 1960 et contre l'avis de plusieurs dirigeants communistes, un article, unique en son genre, intitulé « Soutenir les condamnés, défendre les 121 » :

« Leur défense est l'affaire de tous les démocrates, de tous les républicains. (...) Malgré nos désaccords avec certains moyens choisis par les inculpés ou proposés par les 121, nous considérons que leur rappel a le mérite de contribuer au réveil de l'opinion et d'élargir le débat sur la nature de la guerre d'Algérie et les moyens d'y mettre un terme. »

Il précise :

« Le parti communiste ne peut approuver, sous quelque forme que ce soit, l'appel à l'insoumission et son organisation. On ne répond pas avec des gestes individuels de désespoir à un problème collectif qui ne peut se régler que sur le plan de la lutte des masses et d'une bataille politique groupant l'ensemble des forces démocratiques de ce pays. »

Toutefois, le 26 octobre 1960, le secrétariat du comité central du parti autorise le Secours populaire français, qui est alors une de ses « organisations de masse », à organiser la « solidarité en faveur des fonctionnaires et artistes suspendus à la suite de leur activité pour la paix en Algérie, y compris ceux ayant signé l’appel des 121. Le Parti effectuera un versement à cette solidarité par l’intermédiaire du Secours populaire »
Dans France nouvelle, hebdomadaire central du parti communiste, François Billoux écrit que l'immense masse des soldats du contingent a « pris une part active contre le coup de force des généraux félons » du 22 au 26 avril 1961. Il poursuit : « Ce fait illustre la justesse de la politique du parti ayant combattu les initiatives petites-bourgeoises du genre de celle du manifeste des 121 ou autres appelant à la désertion du véritable combat à mener. »
Après le cessez-le-feu, le comité central du Parti communiste français dénonce « la nocivité des attitudes gauchistes de certains groupements » qui « se sont refusés à tout travail de masse au sein du contingent et ont préconisé l'insoumission et la désertion. » Les déserteurs et insoumis regroupés dans le mouvement Jeune Résistance avait répondu à cette critique dès 1960 :

« Ceux qui nous reprochent aujourd'hui de n'être pas en prise sur les masses sont ceux-là mêmes qui, ayant officiellement prises sur elles, n'ont rien fait depuis des années pour les réveiller et qui s'efforcent depuis des mois de minimiser et freiner le mouvement dont elles sont enfin parcourues. »

#### Parti socialiste unifié
Le Parti socialiste unifié (PSU) n'approuve pas l'insoumission individuelle mais soutient le refus de participer aux opérations de répression. Son Conseil politique national affirme, en octobre 1960, « C'est parmi le peuple français, au sein de l'armée et non ailleurs, que se mène le combat. »

#### Parti socialiste (SFIO)
« Le bureau du parti socialiste S. F. I. O. déplore et condamne l'aberration tragique de citoyens français qui, en se rendant de quelque façon que ce soit complices du F.L.N. ou en encourageant à l'insoumission, bien loin de contribuer à la fin de la guerre d'Algérie, travaillent à en assurer la prolongation et par conséquent la poursuite des excès qu'entraîne de part et d'autre ce douloureux conflit. Il dénonce, d'autre part, comme inadmissibles les mesures gouvernementales contraires à la liberté de la presse et au droit de libre expression garantis par la Constitution. »

« En particulier les ordonnances exposant les fonctionnaires à l'arbitraire ministériel, et créant une discrimination inacceptable entre citoyens, ne peuvent que soulever la réprobation unanime des démocrates. »

##### Jeunesses socialistes de la SFIO
Les Jeunesses socialistes de la SFIO n'approuvent par l'insoumission mais déclarent la respecter et s'élèvent contre les sanctions prises à l'encontre de l'appel des « 121 ». Elles condamnent en outre avec une égale fermeté la torture et l'aide au Front de libération nationale.

#### Église catholique

##### Assemblée des cardinaux et archevêques
L'assemblée des cardinaux et archevêques répond à l'anxiété des consciences des jeunes :

« On ne saurait recourir à l'insoumission militaire et à des actions subversives : ce serait se soustraire aux devoirs que créent la solidarité nationale et l'amour de la patrie, semer l'anarchie, enfreindre la présomption de droit dont jouissent, dans les cas incertains, les décisions de l'autorité légitime. »

##### Cardinal Feltin
Maurice Feltin, cardinal et archevêque de Paris, prend position :

« N'oubliez jamais que c'est un devoir dicté par Dieu d'aimer votre patrie comme votre mère, et de savoir l'aimer jusqu'au sacrifice de sa vie. Il est des circonstances où l'on peut manifester qu'on l'aime autrement que par les armes, mais dans les moments de crise on ne doit pas discuter ce qui est indispensable pour maintenir sa patrie dans sa dignité. L'insoumission ne peut être que condamnée. »

Seize sénateurs catholiques répondent dans une lettre ouverte :

« Nos évêques ignorent-ils que le drame intérieur qui déchire la France a ses origines profondes dans une propagande communiste qui agit en France comme ailleurs d'une manière aussi sournoise que perfide ? Mais le plus grave est qu'elle atteint chez nous certains milieux catholiques, Votre Éminence en a eu la preuve avec l'insoumission d'un grand nombre de prêtres-ouvriers. »

##### La Croix
Antoine Wenger, rédacteur en chef du quotidien catholique La Croix, étudie « le devoir d'obéissance, ses exigences et ses limites » dans la guerre d'Algérie.

« Si des jeunes redoutent de se voir exposés à des actions contraires à la morale, qu'ils sachent qu'ils ont pour eux non seulement le droit, mais encore la loi : des instructions répétées du pouvoir ont interdit les actions déshonorantes comme la torture ou les massacres de prisonniers. S'ils craignent de n'avoir pas la force de résister à la pente fatale qui pousse l'homme à rendre le mal pour le mal, il convient de leur rappeler que c'est dans les situations difficiles que l'homme montre ce qu'il est, et que la grâce est donnée à qui la demande. »

Y a-t-il un droit à l'insoumission ? Non.

« Certes, l'autorité légitime ne jouit pas d'un charisme qui garantirait dans tous les cas la justice de ses décisions. Mais si le pouvoir n'est pas infaillible, la conscience individuelle l'est encore moins. Elle est en effet beaucoup plus exposée à se tromper, par suite de l'ignorance d'un grand nombre de faits et pour la raison que le jugement particulier s'inspire d'ordinaire de considérations moins générales et moins complètes. »

#### Organisation de l'armée secrète
Dans une interview à l'hebdomadaire allemand Der Spiegel, Françoise Sagan, signataire du manifeste, affirme qu'elle « ne donnerait jamais à un militaire le conseil de déserter », mais qu'il convient de reconnaître à chaque soldat le droit de le faire « s'il a horreur de la guerre » et la force de supporter « qu'on le traite en lâche et en déserteur. » En représailles, l'OAS plastique son domicile le 23 août 1961, mais l'explosion ne fait que des dégâts matériels.
Dans la nuit du 22 au 23 septembre 1961, des attentats visent notamment la librairie de l'hebdomadaire anticolonialiste Témoignage chrétien, le domicile de Laurent Schwartz, signataire du manifeste et membre du comité Maurice-Audin, et le domicile des parents du général de Bollardière qui avait demandé à être relevé de son commandement, en 1957, pour protester contre certaines méthodes de répression en Algérie.
Une charge de plastic explose le 12 octobre 1961 au domicile du trésorier du magazine Vérité-Liberté qui a publié le manifeste.
Jérôme Lindon est très impliqué dans le Manifeste des 121. Les Éditions de minuit qu'il dirige publient plusieurs livres à propos des réfractaires et opposés à la guerre d'Algérie et à la torture qui y est pratiquée. Pendant son procès pour incitation de militaires à la désobéissance dans le livre Le Déserteur de Maurienne (Jean-Louis Hurst), le domicile de Jérôme Lindon et sa maison d'édition sont victimes d'attentats de l'Organisation de l'armée secrète (OAS),.

### Position de l'Union nationale des étudiants de France
Pierre Gaudez, président de l'Union nationale des étudiants de France (UNEF) déclare à propos de l'insoumission :

« Il ne nous appartient pas de condamner les modes d'action que certains choisissent ; mais il nous est apparu qu'en tant qu'organisation, une dernière carte devait être jouée du côté de l'action du type démocratique ou légal. »

« Parmi les étudiants, le mouvement d'insoumission s'amplifie de jour en jour ; si l'action que nous avons entreprise venait à échouer, alors c'est en grand nombre que des jeunes choisiraient, faute d'autres possibilités, l'action clandestine, l'insoumission, le refus ; déjà la pression à l'intérieur de l'U.N.E.F. atteint un point critique. »

## Appel à l'opinion pour une paix négociée
Un manifeste plus modéré que celui des 121, l'Appel à l'opinion pour une paix négociée est publié ensuite. Ce document a été préparé par les dirigeants de syndicats d'enseignants et de l'Union nationale des étudiants de France, ainsi que par diverses personnalités comme Roland Barthes, Jacques Le Goff, Daniel Mayer, Maurice Merleau-Ponty, Edgar Morin, Jacques Prévert et Paul Ricœur. Il est publié dans le numéro d'octobre 1960 de l'Enseignement public, organe mensuel de la Fédération de l'éducation nationale (autonome) puis dans Le Monde ,,.
Paul Ricœur explique sa position : « Je ne conseille pas l'insoumission — et je dis pourquoi —, mais je refuse de condamner l'insoumission — et je suis prêt aussi à dire pourquoi devant un tribunal militaire, si quelque jeune me demande mon témoignage. [...] Pour nous comme pour eux, c'est une guerre illégitime par laquelle nous empêchons le peuple algérien de se constituer en État indépendant comme tous les autres peuples d'Afrique. »

## Après la guerre

### Oubliés de l'amnistie
Après la guerre, Laurent Schwartz déplore que la loi d'amnistie ait notamment « oublié » les insoumis et les déserteurs toujours emprisonnés ou exilés :

« Les tortionnaires, qui ont commis d'abominables crimes de guerre condamnés par la loi nationale et internationale, sont entièrement blanchis ; et des jeunes qui ont refusé la torture, qui l'ont dénoncée, qui ont refusé de servir dans une guerre inhumaine et injuste, alors que tant d'autres hommes ont été lâches, restent sanctionnés. »